# LFBU's kvalifikation til DBU's Landspokalturnering for herrer 2010-11
Lolland-Falsters Boldspil-Unions kvalifikation til DBU's Landspokalturnering for herrer 2010/2011 var én af DBU's seks lokalunioners kvalifikationsturneringer, der havde til formål at finde i alt 56 hold indrangeret i Danmarksserien eller lavere pr. sæsonen 2009-10 til den landsdækkende 1. runde i DBU's Landspokalturnering for herrer 2010-11 (Ekstra Bladet Cup 2010/2011). Holdene i LFBU's turnering spillede om tre ledige pladser i pokalturneringens 1. runde.

## Resultater

### 1. runde
| Dato | Kamp                               | Res. |
| ---- | ---------------------------------- | ---- |
| 4.5. | Rødbyhavn BK – Rudbjergs FB        | UHT  |
| 4.5. | Toreby-Grænge BK – Øster Ulslev BK | 2-4  |
| 4.5. | Tingsted BK – Nakskov BK           | 0-9  |
| 4.5. | Halsted FK – Maribo BK             | 0-12 |
| 4.5. | Ny Kappel BK 07 – Sydalliancen     | 0-3  |
| 4.5. | Bandholm BK – Nørre Alslev BK      | 0-1  |

| Dato | Kamp                          | Res. |
| ---- | ----------------------------- | ---- |
| 4.5. | Horbelev IF – B 1938          | 2-4  |
| 4.5. | Væggerløse BK – Søllested IF  | 1-4  |
| 5.5. | Eskilstrup BK – Horslunde BK  | 1-3  |
| 5.5. | Østofte GIF – Frem Sakskøbing | 1-11 |
| 5.5. | Sydfalster IF – Systofte BK   | 0-20 |

### 2. runde
| Dato  | Kamp                                   | Res. |
| ----- | -------------------------------------- | ---- |
| 25.5. | RBH International – Sydalliancen       | 0-5  |
| 1.6.  | Nørre Alslev BK – Døllefjelde-Musse IF | 0-3  |
| 1.6.  | Maribo BK – B 1938                     | 4-6  |

| Dato | Kamp                           | Res. |
| ---- | ------------------------------ | ---- |
| 1.6. | Horslunde BK – Frem Sakskøbing | 0-2  |
| 1.6. | Systofte BK – Nakskov BK       | 2-7  |
| 1.6. | Søllested IF – Øster Ulslev BK | 1-7  |

### 3. runde
| Dato  | Kamp                                | Res. |
| ----- | ----------------------------------- | ---- |
| 15.6. | B 1938 – Nakskov BK                 | 0-3  |
| 15.6. | Sydalliancen – Døllefjelde-Musse IF | 2-4  |
| 15.6. | Frem Sakskøbing – Øster Ulslev BK   | 3-2  |